# Махмудова, Тамилла Захид кызы
Тамилла Захид кызы Махмудова (азерб. Tamilla Zahid qızı Mahmudova, 21 апреля 1931 — 03 сентября 2014) — советский и российский музыкант, пианистка, музыкальный педагог. Народная артистка Азербайджанской ССР (1974). Заслуженная артистка Российской Федерации (1994). Профессор музыкального факультета Московского государственного педагогического университета.

## Биография
Тамилла Захид кызы Махмудова родилась 21 апреля 1931 года в Баку в семье известного хирурга Заида Махмудова. Отец мастерски играл на таре, а мама хорошо владела вокалом. Её дядя (младший брат отца) один из основателей азербайджанской советской комедии, драматург и сценарист, заслуженный деятель искусств Сабит Махмудов (Сабит Рахман). В возрасте двух лет Тамилла впервые села за рояль. В 10 лет была принята в Бакинскую музыкальную школу для одаренных детей при Азербайджанской консерватории, через год потеряла отца, который добровольцем отправился на фронт военным хирургом и погиб.
В 11 лет Махмудова выступила с филармоническим оркестром, исполнив Второй концерт Листа. В 13 лет она дала первые сольные концерты, а в 14 лет состоялся первый сольный концерт в сопровождении Большого симфонического оркестра под управлением Лео Гинзбурга. В 15 лет Тамилла трудоустроилась на Бакинское радио – аккомпанировала при проведении занятий утренней гимнастикой, а в 16 лет уже официально принята на работу. В 18 лет отправилась в Москву, где с отличием завершила обучение в Государственной консерватории имени Чайковского и аспирантуру по классу профессора Якова Зака. С 1969 года член КПСС. 
Обучаясь в аспирантуре Махмудова начала концертную деятельность солисткой Гастрольбюро СССР. В 1955 году вошла в состав делегации СССР на Всемирном фестивале молодежи и студентов в Варшаве, где стала одной из сенсаций международного форума. Концерты Тамиллы Махмудовой почти полвека активно проводились в СССР, России и многих странах мира. Она выступала с более 140 дирижерами, среди которых маэстро с мировыми именами - Кирилл Кондрашин, Геннадий Рождественский, Дмитрий Китаенко (Россия), Вероника Дударова (Азербайджан-Россия), Роланд Фрайтцицер (Австрия), Андеас Паридис (Греция), Иноуе (Япония).
В её репертуаре всегда присутствовали самые сложные и виртуозные произведения западно-европейской и русской классики. Но особое место занимала музыка азербайджанских классиков Кара Караева, Узеира Гаджибекова, Фикрета Амирова, Солтана Гаджибекова, Арифа Меликова и других, а также народные песни.
Тамилла Махмудова много писала о музыке, сочиняла рецензии на концерты, рассказы о творчестве композиторов, является автором книги воспоминаний "Музыкальные перекрестки". Была профессором музыкального факультета Московского государственного педагогического университета. 
Проживала в Москве, но всегда с любовью посещала родной Азербайджан, с концертами проехала по всем районам Азербайджанской ССР. Умерла 12 сентября 2014 года.

## Награды
- Орден Почёта (21 апреля 2005 года) — за заслуги в области культуры и искусства, многолетнюю плодотворную деятельность[4].
- Орден «Слава» (2 апреля 2002 года, Азербайджан) — за заслуги в развитии музыкального искусства в Азербайджане[5].
- Заслуженная артистка Российской Федерации (1 декабря 1994 года) — за заслуги в области искусства[6].
- Народная артистка Азербайджанской ССР (1974).
- Заслуженная артистка Азербайджанской ССР (1960).
- Персональная пенсия Президента Азербайджанской Республики (23 декабря 2004 года)[7].